# Nova Lyrae 1919
La Nova Lyrae 1919 o HR Lyrae fue el nombre que los astrónomos dieron a una nova aparecida en la constelación de la Lyra. Fue descubierta por J.C. Mackie el 6 de diciembre de 1919, desde el Observatorio del Harvard College. Su magnitud aparente máxima fue de 6.5, para declinar a 8.5 un mes más tarde. Sin embargo, debido a la muy baja posición de la constelación en el cielo nocturno del hemisferio norte en esa época del año, y a que no era una nova especialmente brillante, hay muy pocas observaciones de las primeras semanas después de su descubrimiento.
De acuerdo a su curva de luz, se determinó que es una estrella tipo B. Sus variaciones periódicas de brillo podrían indicar que es una nova recurrente, es decir, que tiene actividad cada cierto tiempo.

## Coordenadas
- Ascensión recta: 18h 53m 26s
- Declinación: +29° 13.4'